# Joseph Rossignol
Pour les articles homonymes, voir Rossignol (homonymie).
Joseph Rossignol, né le 17 septembre 1952 à Rillieux (Ain, aujourd'hui Rhône), est un homme politique français.

## Biographie
Cadre SNCF, il est responsable syndical CFDT puis SUD-Rail.
Membre du Parti socialiste de 1987 à 2003, il est élu conseiller municipal d'opposition à Limeil-Brévannes en 1989, ville dont il devient maire en 1995.
Devenu député en 2000 avec l'entrée de Roger-Gérard Schwartzenberg, dont il était suppléant, au gouvernement, il est réélu à la tête de la commune en 2001. Ces élections municipales interviennent quelques mois après la fondation de la communauté d'agglomération Plaine centrale du Val-de-Marne qui regroupe les villes de Créteil, Alfortville et Limeil-Brévannes.
Membre de la Gauche socialiste, c'est en novembre 2003 qu'il quitte le Parti socialiste. Il est candidat aux élections régionales de 2004 sur la liste Gauche populaire et citoyenne conduite par Marie-George Buffet. En 2008, il rejoint le Parti de gauche. Il préside le groupe « Gauche citoyenne » au conseil général du Val-de-Marne de 2008 à 2011. Il est candidat aux législatives de 2012 pour le Front de gauche dans la 3e circonscription du Val-de-Marne.
Le 7 octobre 2013, il quitte le Parti de gauche en désaccord avec sa stratégie.
Il ne se représente pas aux élections municipales de mars 2014, qui voient la liste de Françoise Lecoufle (UMP) l'emporter dès le premier tour.

## Mandats
- Maire de Limeil-Brévannes de 1995 à 2014
- Vice-président du conseil général du Val-de-Marne et membre du groupe Front de gauche
- Vice-président de la communauté d'agglomération Plaine centrale du Val-de-Marne
- Président de La gauche par l'exemple, qui est l'association des élus du Parti de gauche et des apparentés